# ريتشارد فيل
ريتشارد فيل (بالإنجليزية: Richard Fell)‏ هو دبلوماسي بريطاني، ولد في 11 نوفمبر 1948.